# Osservazione di Titano
Questa pagina riguarda l'osservazione di Titano, il più grande satellite naturale del pianeta Saturno, e la storia delle sue osservazioni dal 1655, quando il satellite venne scoperto.

## Storia

### Scoperta e denominazione

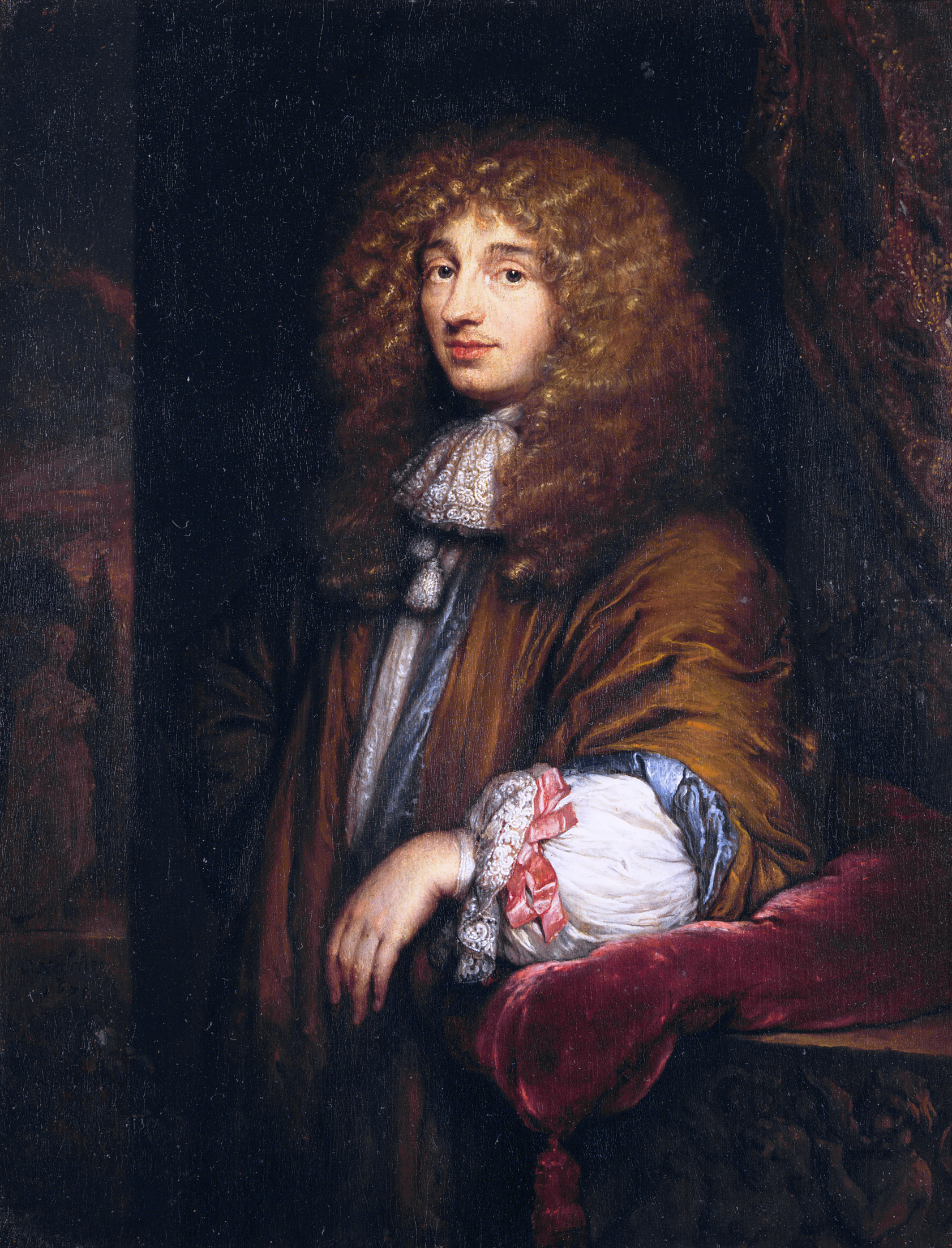
Huygens scoprì Titano il 25 marzo 1655.

Titano fu scoperto il 25 marzo 1655 dall'astronomo olandese Christiaan Huygens con un telescopio rifrattore di 57 mm di diametro e 310 mm di focale. Johannes Hevelius e Christopher Wren lo avevano osservato precedentemente, ma l'avevano scambiato per una stella fissa. Si trattava del primo satellite naturale ad essere individuato dopo i satelliti galileiani di Giove.
Huygens lo denominò semplicemente, in lingua latina, Luna Saturni ("il satellite di Saturno") ad esempio nell'opera De Saturni Luna observatio nova del 1656. Quando più tardi Giovanni Domenico Cassini scoprì quattro nuovi satelliti, li volle chiamare Teti, Dione, Rea e Giapeto (complessivamente noti come satelliti lodicei); la tradizione di battezzare i nuovi corpi celesti scoperti in orbita attorno a Saturno proseguì e Titano iniziò ad essere designato, nell'uso comune, come Saturno VI, perché apparentemente sesto in ordine di distanza dal pianeta.
Il nome di Titano venne suggerito per la prima volta da John Herschel (figlio del più celebre William Herschel) nella sua pubblicazione Risultati delle osservazioni astronomiche condotte presso il Capo di Buona Speranza del 1847. Di conseguenza iniziò la tradizione di denominare gli altri satelliti saturniani in onore dei titani della mitologia greca o delle sorelle e dei fratelli di Crono.

### Dalla scoperta all'era spaziale
Prima dell'era spaziale non furono registrate molte osservazioni di Titano. Nel 1907 l'astronomo spagnolo Josep Comas i Solà osservò un oscuramento al bordo di Titano, la prima evidenza che esso era dotato di un'atmosfera. Nel 1944 Gerard P. Kuiper utilizzando una tecnica spettroscopica rilevò la presenza di metano nell'atmosfera.

## Magnitudine e caratteristiche
Titano ha una magnitudine apparente di 8,4.
Il suo diametro apparente è invece di 0,8 secondi d'arco.

## Metodi di osservazione di Titano
Con un telescopio di diametro maggiore di 150 mm, Saturno mostra perfettamente la struttura ad anelli con la divisione di Cassini e nelle migliori condizioni atmosferiche anche la divisione di Encke.
La superficie del pianeta mostra una serie di bande regolari, prive di un'apparente attività. Esse presentano al massimo una variazione tonale nel corso del tempo, o la saltuaria presenza di una GWS.
È parecchio spettacolare l'osservazione periodica degli anelli di taglio, un allineamento perfetto con la Terra che avviene ogni 14 o 16 anni. In queste occasioni il pianeta perde temporaneamente la visibilità degli anelli, mostrando interamente il suo disco. Inoltre è possibile osservare i satelliti all'interno della struttura degli anelli, altrimenti nascosti dall'estrema vicinanza.